# طاقة

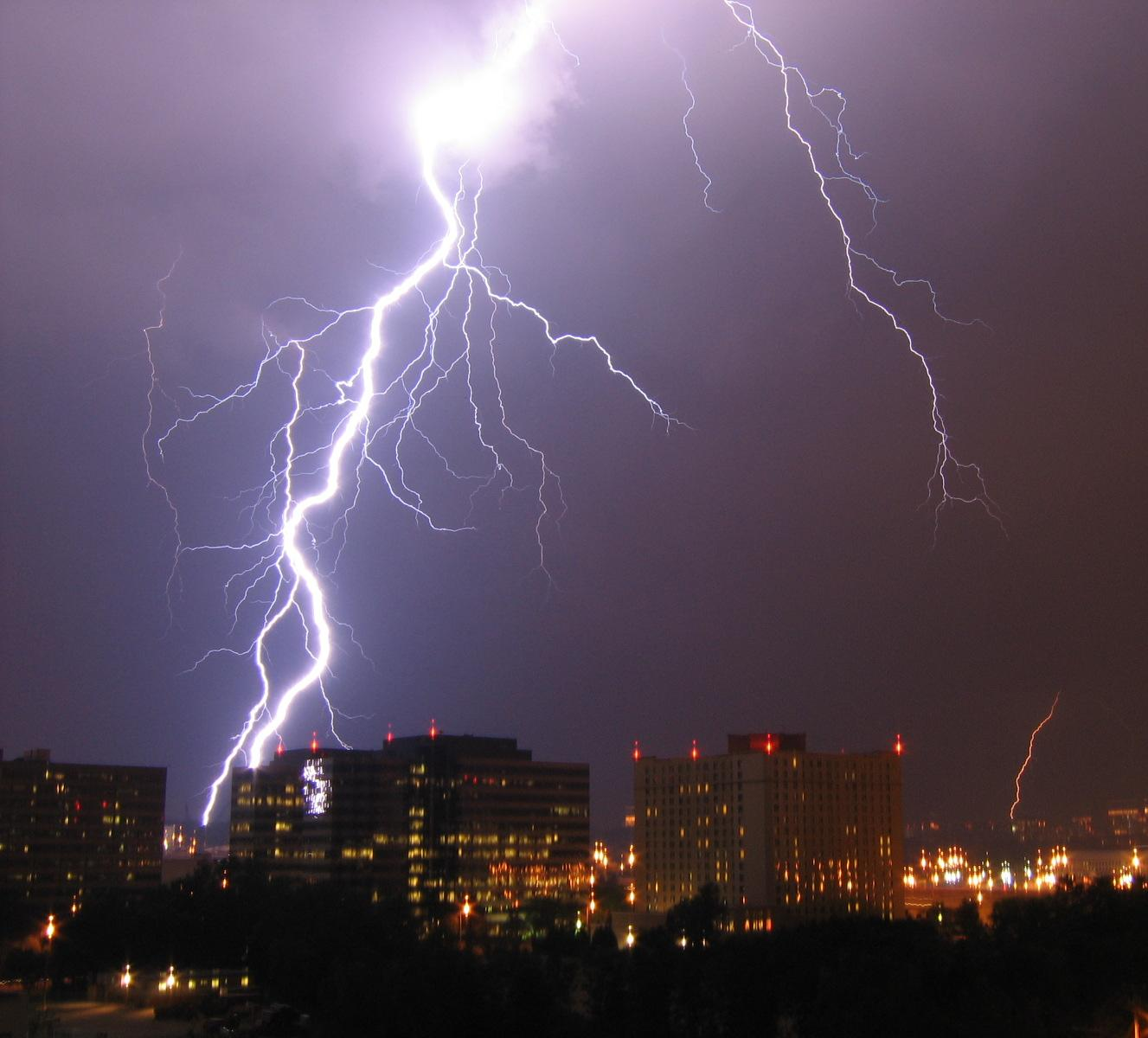
البرق ظاهرة تنتقل فيها الطاقة الكهربائية.

الطاقة هي إحدى صور الوجود، فالكون مكون من أجرام (أجسام) وطاقة. منذ النظرية النسبية لأينشتاين نعرف تكافؤ المادة والطاقة، فالطاقة يمكن أن تتحول إلى مادة وبالعكس يمكن للمادة أن تتحول إلى طاقة. وقد رأينا تحول المادة إلى طاقة في اختراع القنبلة الذرية.
يمكن للطاقة أن تأخذ أشكالًا متنوعة منها طاقة حرارية، كيميائية، كهربائية، إشعاعية، نووية، طاقة كهرومغناطيسية، وطاقة حركية. هذه الأنواع من الطاقة يمكن تصنيفها بكونها طاقة حركية أو طاقة كامنة، في حين أن بعضها يمكن أن يكون مزيجًا من الطاقتين الكامنة والحركية معًا، وهذا يدرس في الديناميكا الحرارية.
جميع أنواع الطاقة يمكن تحويلها مِن شكل لآخر بمساعدة أدوات بسيطة أو أحيانًا تستلزم تقنيات معقدة مثلاً من الطاقة الكيميائية إلى الكهربائية عن طريق الأداة الشائعة البطاريات أو المركمات، أو تحويل الطاقة الحرارية إلى طاقة ميكانيكية وهذا نجده في محرك احتراق داخلي، أو تحويل الطاقة الشمسية إلى طاقة كهربائية، وهكذا.
وقد بينت نظرية النسبية لأينشتاين أن المادة والطاقة هما صورتان لشيء واحد، وعرفنا تكافؤ المادة والطاقة، هذا الاكتشاف اكتشفه أينشتاين عام 1905 وكتبه في النسبية الخاصة، ويعبر عن تكافؤ الطاقة والمادة بمعادلته الشهيرة: E=mc2. هذا الاكتشاف الذي نتج عنه اختراع القنبلة الذرية التي ألقيت على هيروشيما عام 1945 وأنهت الحرب العالمية الثانية بين اليابان والولايات المتحدة. ونعرف تحول المادة إلى طاقة من الانشطار النووي والاندماج النووي.
مصطلحات الطاقة وتحولاتها مفيدة جدًا في شرح العمليات الطبيعية. فحتى الظواهر الطقسية مثل الريح، والمطر والبرق والأعاصير تعتبر نتيجة لتحولات الطاقة التي تأتي من الشمس على الأرض. الحياة نفسها تعتبر أحد نتائج تحولات الطاقة: فعن طريق التمثيل الضوئي يتم تحويل طاقة الشمس إلى طاقة كيميائية في النباتات، يتم لاحقا الاستفادة من هذه الطاقة الكيميائية المختزنة في عملية التمثيل الغذائي للكائنات الحية والإنسان. ومن النبات ينتج الخشب وهو مصدر آخر للطاقة يرجع أصلها إلى الشمس.
ضمن الاستخدام الاجتماعي: تطلق كلمة «طاقة» على كل ما يندرج ضمن مصادر الطاقة، إنتاج الطاقة، واستهلاكها وأيضا حفظ موارد الطاقة. بما أن جميع الفعاليات الاقتصادية تتطلب مصدرا من مصادر الطاقة، فإن توافرها وأسعارها هي ضمن الاهتمامات الأساسية والمفتاحية. في السنوات الأخيرة برز استهلاك الطاقة كأحد أهم العوامل المسببة للاحترار العالمي مما جعلها تتحول إلى قضية أساسية في جميع دول العالم.

## تاريخ

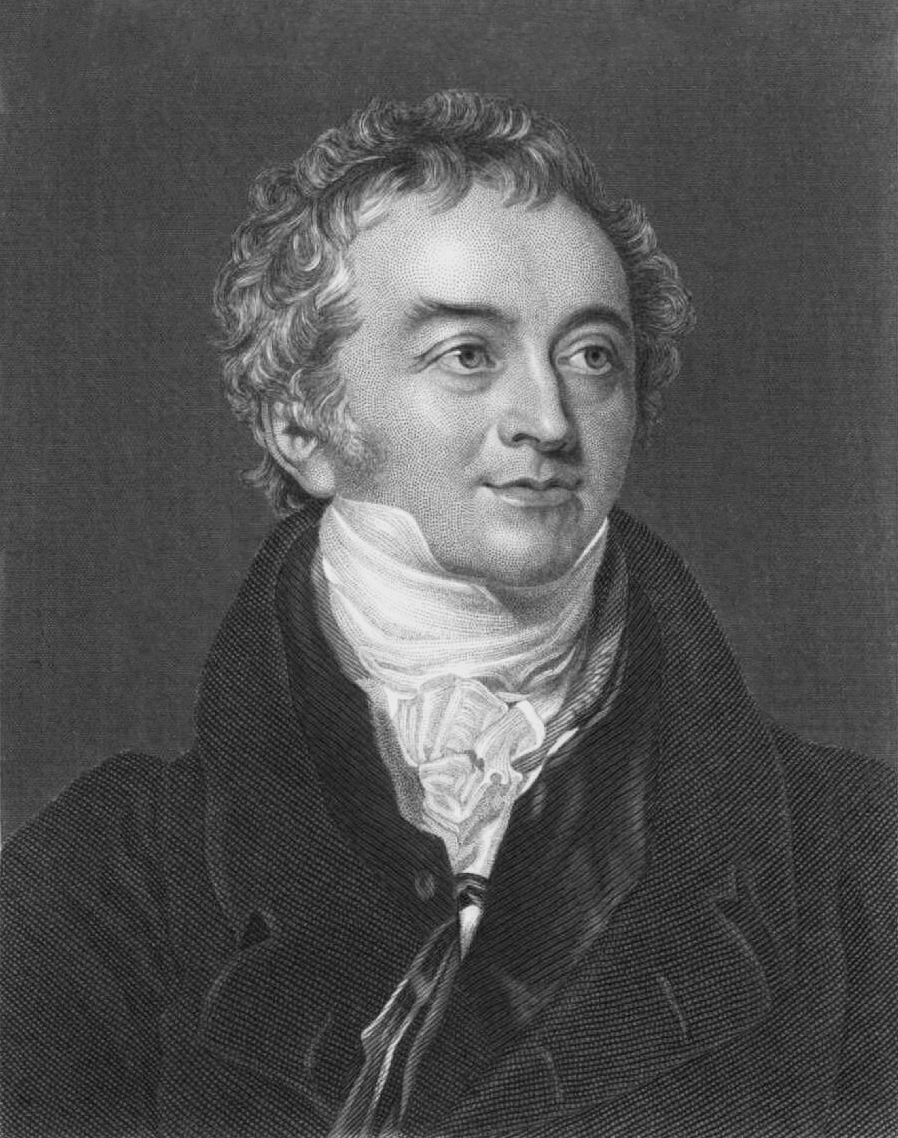
توماس يونغ، أول شخص استخدم مصطلح «الطاقة» بالمعنى الحديث.

كلمة الطاقة مشتقة من اليونانية القديمة: ἐνέργεια، بالحروف اللاتينية: energeia، حرفيًا. «نشاط، عملية»، والتي من المحتمل ظهورها لأول مرة في أعمال أرسطو في القرن الرابع قبل الميلاد. على عكس التعريف الحديث، كان Energeia مفهومًا فلسفيًا نوعيًا، واسعًا بما يكفي ليشمل أفكارًا مثل السعادة والمتعة.
في أواخر القرن السابع عشر، اقترح غوتفريد لايبنتس فكرة (باللاتينية: vis viva)، أي القوة الحية، والتي تُعرَّف على أنها ناتج كتلة جسم ما ومربع سرعته؛ كان يعتقد أن مجموع القوة الحية محفوظ. لحساب التباطؤ بسبب الاحتكاك، افترض لايبنتس أن الطاقة الحرارية تتكون من الحركة العشوائية للأجزاء المكونة للمادة، على الرغم من أن الأمر سيستغرق أكثر من قرن حتى يقبل هذا المفهوم بشكل عام. يختلف المفهوم الحديث لهذه الخاصية، الطاقة الحركية، عن مفهوم القوة الحية فقط بمعامل 2 (اثنين).
في عام 1807، ربما كان توماس يونغ هو أول من استخدم مصطلح «الطاقة» بدلاً من «القوة الحية» بالمعنى الحديث. وصف غاسبارد-غوستاف كوريوليس «الطاقة الحركية» عام 1829 بمعناها الحديث، وفي عام 1853 صاغ وليم رانكين مصطلح «الطاقة الكامنة». وُضِعَ قانون حفظ الطاقة أيضًا لأول مرة في أوائل القرن التاسع عشر، وينطبق على أي نظام معزول. لقد قيل لعدة سنوات عما إذا كانت الحرارة مادة فيزيائية، أو يطلق عليها اسم نظرية الكالوريك، أو مجرد كمية فيزيائية، مثل الزخم. في عام 1845 اكتشف جيمس بريسكوت جول الصلة بين الشغل الميكانيكي وتوليد الحرارة.
أدت هذه التطورات إلى نظرية الحفاظ على الطاقة، التي صاغها وليام طومسون (اللورد كلفن) كمجال للديناميكا الحرارية. ساعدت الديناميكا الحرارية في التطور السريع لتفسيرات العمليات الكيميائية بواسطة رودولف كلاوزيوس، وجوزيه غيبس، وفالتر نيرنست. كما أدى إلى صياغة رياضية لمفهوم الإنتروبيا بواسطة كلاوزيوس وإدخال قوانين الطاقة المشعة بواسطة جوزيف ستيفان. وفقًا لمبرهنة نويثر، فإن الحفاظ على الطاقة هو نتيجة لحقيقة أن قوانين الفيزياء لا تتغير بمرور الوقت. وهكذا، منذ عام 1918، أدرك المنظرون أن قانون حفظ الطاقة هو النتيجة الرياضية المباشرة للتناظر الانتقالي للكمية المقترنة بالطاقة، أي الوقت.

## تحول الطاقة
يمكن تحويل الطاقة الكيميائية المختزنة في بطارية الجيب إلى ضوء. كما تتحول الطاقة الكيميائية المختزنة في بطارية الرصاص إلى طاقة كهربائية. أو تحويل طاقة أشعة الشمس إلى طاقة كهربائية عن طريق لوح ضوئي.
كمية الطاقة الموجودة في العالم ثابتة على الدوام، فالطاقة لا تفنى ولا تستحدث من العدم (قانون حفظ الطاقة)، وإنما تتحول من شكل إلى آخر. وعندما يبدو أن الطاقة قد استنفذت، فإنها في حقيقة الأمر تكون قد تحولت إلى صورة أخرى، لهذا نجد أن الطاقة هي قدرة للقيام بالشغل تكون نتيجته مثلا طاقة حركية أو طاقة إشعاعية. فالطاقة التي يصاحبها حركة يطلق عليها طاقة حركة. والطاقة التي لها صلة بالموضع (الجاذبية) يطلق عليها طاقة الوضع (جهدية). فالبندول المتأرجح تختزن به طاقة وضع  عند نقطتي النهائية (أعلى نقطتين أثناء حركة البندول، يمين ويسار)، وعند كل نقطة نهائية لاهتزاز البندول تتحول طاقة الوضع إلى طاقة حركية لذلك يعود في اتجاه وضع التوازن (أسفل) ومنه إلى النقطة النهائية الثانية، وهكذا.
الطاقة توجد في عدة أشكال كالطاقة الميكانيكية (حركية)، والطاقة الحرارية، والطاقة الكيميائية، والطاقة الكهربائية، والطاقة الإشعاعية.
أثبت أينشتاين تكافؤ المادة والطاقة في نظرية النسبية، أي يمكن تحول المادة إلى طاقة وهذا ما يحدث في الشمس (اندماج نووي)، كما يمكن أن تتحول الطاقة إلى مادة مثلما في إنتاج زوجي حيث يتحول شعاع غاما إلى إلكترون وبوزيترون.

## وحدات الطاقة
في عام 1843، اكتشف جيمس بريسكوت جول بشكل مستقل المعادل الميكانيكي في سلسلة من التجارب. أشهرها استخدم «جهاز جول»: يسبب وزن تنازلي، مرتبط بخيط، في دوران مجداف مغمور في الماء، معزول عمليا عن انتقال الحرارة. وأظهر أن طاقة وضع الجاذبية التي فقدها الوزن في النزول كانت مساوية للطاقة الداخلية التي يكتسبها الماء من خلال الاحتكاك بالمجداف.
في النظام الدولي للوحدات (SI)، وحدة الطاقة هي الجول، التي سميت باسم جول. على أنها وحدة مشتقة. إنها تساوي الطاقة المستهلكة (أو الشغل المبذول) في تطبيق قوة مقدارها نيوتن واحد خلال مسافة متر واحد. ومع ذلك، يتم التعبير عن الطاقة أيضًا في العديد من الوحدات الأخرى التي ليست جزءًا من (SI)، مثل الإرج والسعرات الحرارية والوحدات الحرارية البريطانية والكيلوواط ساعة والسعرات الحرارية، والتي تتطلب عامل تحويل عند التعبير عنها بوحدات SI.
وحدة معدل الطاقة في النظام الدولي للوحدات (الطاقة لكل وحدة زمنية) هي الواط، وهو جول في الثانية. إذن، الجول الواحد يساوي واط في الثانية، و3600 جول يساوي واحد واط في الساعة. وحدة الطاقة CGS هي الإرج والوحدة الإمبراطورية والأمريكية المعتادة هي وحدة رطل قدم. تستخدم وحدات الطاقة الأخرى مثل إلكترون فولت أو السعرات الحرارية الغذائية أو السعرات الحرارية الديناميكية الحرارية (بناءً على تغير درجة حرارة الماء في عملية التسخين)، والوحدات الحرارية البريطانية في مجالات علمية وتجارة محددة.
- بعض وحدات الطاقة:

1 جول = 1 كيلوجرام. متر2. ثانية −2
1 إرج = 1 جرام. سم2. ثانية −2
1 جول = 107 إرج
1 كيلوواط ساعة = 3,6. 106 جول
1 حصان = 2,68. 106 جول
كما توجد وحدة صغيرة تناسب التعامل مع الجسيمات الأولية والذرة وتستخدم في الفيزياء النووية، ذلك لأن الجول وكيلوواط ساعة وحدات كبيرة لهذا المجال. والوحدة التي يستخدمها الفيزيائيون للجسيمات الأولية هي الإلكترون فولت ومقدارها:
1 إلكترون فولت = 1.6023×10−19 جول
كتلة البروتون = 931 مليون إلكترون فولت
وهذه الأخيرة يمكن حسابها أيضاً بالجول أو بالكيلوجرام. متر2. ثانية −2.

### تحويل وحدات الطاقة
- لتحويل وحدات الطاقة انظر تحويل الوحدات.

## أنواع الطاقة
تعتبر الطاقة الحيوانية أول طاقة شغل استخدمها الإنسان في فجر الحضارة عندما استخدم الحيوانات الأليفة في أعماله ثم شرع واستغل قوة الرياح في تسيير قواربه لآفاق بعيدة واستغل هذه الطاقة مع نمو حضارته واستخدمها كطاقة ميكانيكية في إدارة طواحين الهواء وفي إدارة عجلات ماكينات الطحن ومناشير الخشب ومضخات رفع الماء من الآبار وغيرها وهذا ما عرف بالطاقة الميكانيكية.
| نوع الطاقة     | الوصف                                                                                         |
| -------------- | --------------------------------------------------------------------------------------------- |
| ميكانيكية      | مجموع الطاقات الحركية والطاقات الكامنة للحركة الانتقالية والدورانية.                          |
| كهربائية       | الطاقة الكامنة الناتجة عن المجالات الكهربائية أو المخزنة فيها.                                |
| مغناطيسية      | الطاقة الكامنة الناتجة عن المجالات المغناطيسية أو المخزنة فيها.                               |
| جاذبية         | الطاقة الكامنة بسبب موضعها من حقل الجاذبية أو المخزنة في مجال الجاذبية.                       |
| كيميائية       | الطاقة الكامنة بسبب الروابط الكيميائية.                                                       |
| تأين           | الطاقة الكامنة التي تربط الإلكترون بذرته أو جزيئه.                                            |
| نووية          | الطاقة الكامنة التي تربط النوى لتشكيل نواة الذرة (والتفاعلات النووية).                        |
| كروموديناميكا  | الطاقة الكامنة التي تربط الكواركات لتكوين الهادرونات.                                         |
| مرنة           | الطاقة الكامنة بسبب تشوه مادة (أو حاويتها) وعندها تظهر قوة الاستعادة.                         |
| موجة ميكانيكية | الطاقة الحركية والكامنة في مادة مرنة بسبب موجة تشوهية منتشرة.                                 |
| صوتية          | الطاقة الحركية والكامنة في مائع بسبب موجة انتشار الصوت (شكل معين من الموجات الميكانيكية).     |
| إشعاعية        | الطاقة الكامنة المخزنة في مجالات انتشارها عن طريق الإشعاع الكهرومغناطيسي، بما في ذلك الضوء.   |
| ساكنة          | الطاقة الكامنة بسبب الكتلة الساكنة (rest mass).                                               |
| حرارية         | الطاقة الحركية للحركة المجهرية للجسيمات، وهي شكل من أشكال المكافئ المضطرب للطاقة الميكانيكية. |

### طاقة حرارية
نجد الطاقة الحرارية في المحركات البخارية التي تحول الطاقة الكيميائية للوقود إلى طاقة ميكانيكية. فالآلة البخارية يطلق عليها آلة احتراق خارجي، لأن الوقود يحرق خارج المحرك في غلاية لتوليد البخار الذي بدوره يدير المحرك. لكن في القرن التاسع عشراخترع محرك الاحتراق الداخلي، مستخدما وقودا يحترق داخل الآلة (مثلما في السيارة، حيث يحترق البنزين داخل المحرك)، فتصبح مصدرا للطاقة الميكانيكية التي أستغلت في عدة أغراض كتسيير السفن والعربات والقطارات. ومن نماذج الوقود الحيوي الرخيص وقود روث الحيوانات الصلب.
الطاقة غير المتجددة نحصل عليها من باطن الأرض كسائب كما في النفط وكغاز كما في الغاز الطبيعي أو كمادة صلبة كما في الفحم الحجري وهي غير متجددة لأنه لايمكن صنعها ثانية أو استعواضها مجددا في زمن قصير وتلك المصادر هي أصلا تكونت من الطاقة الشمسية واختزنت في النفط والفحم والغاز وترجع جميع مصادر الطاقة المتجددة أيضا إلى الطاقة الشمسية (ماعدا الطاقة النووية) مصادر الطاقة المتجددة نجدها في طاقة الكتلة الحيوية التي تُستمد من مادة عضوية كإحراق النباتات وعظام الحيوانات وروث البهائم والمخلفات الزراعية فعندما نستخدم الخشب أو أغصان الأشجار أو روث البهائم في اشتعال الدفايات أو الأفران فهذا معناه أننا نستعمل وقود الكتلة الحيوية وفي الولايات المتحدة تستغل طاقة الكتلة الحيوية في توليد نحو 3% من مجمل الطاقة لديها لتوليد 10 آلاف ميجا وات من القدرة الكهربائية
وتستغل طاقة الحرارة الأرضية لتوليد الكهرباء والتسخين وهي تحتاج إلى حفر أبار عميقة بين 400 متر إلى 2000 متر لاستخراج الماء الساخن منها واستغلاله في التدفئة أو لتوليد الكهرباء

### طاقة كهربائية
في القرن 19 ظهر مصدر آخر للطاقة وهو الطاقة الكهربائية والتي تعرف بالكهرباء
ويمكن الحصول على الكهرباء من الطبيعة عن طريق الصواعق والاحتكاك وهذا صعب وغير مجدٍ اقتصادياً ولكن يمكن توليد الكهرباء بعدة طرق أخرى منها الكيميائية مثل البطاريات أو عن طريق تحويل الطاقة الحركية إلى طاقة كهربائية وذلك بتحريك سلك موصل في مجال مغناطيسي كما في المولدات الكهربائية أو بتسخين مزدوج حراري كما في المزدوجة الحرارية
```
في البطاريات تكون الكهرباء المتولدة ذات تيار مستمر
في المولدات الكهربائية تكون الكهرباء المولدة في الغالب ذات تيار متردد ويمكن أن تكون الكهرباء ذات تيار مستمر
```

### طاقة نووية
ثم ظهرت الطاقة النووية التي استخدمت في المفاعلات النووية حيث يجري الانشطار النووي الذي يولد حرارة هائلة تولد البخار الذي يدير المولدات الكهربائية أو محركات السفن والغواصات لكن مشكلة هذه المفاعلات النووية تكمن في نفاياتها المشعة واحتمال حدوث تسرب إشعاعي أو انفجار المفاعل كما حدث في مفاعل تشيرنوبل الشهير

### طاقة كهرمائية

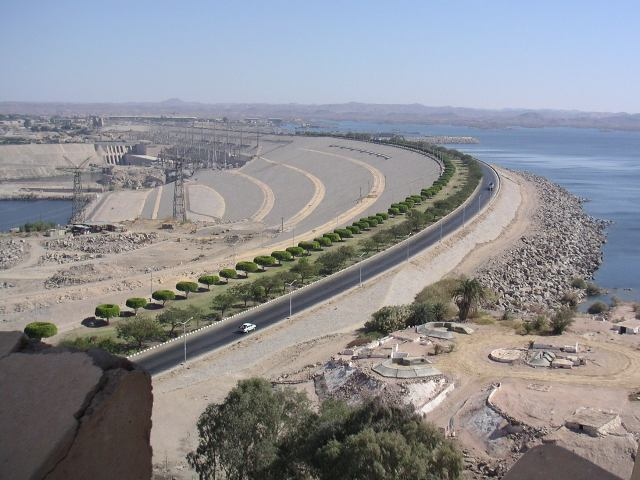
السد العالي ،أسوان.

وطاقة كهرمائية التي تتولد من السدود حاليا نصف الطاقة المتجددة في الولايات المتحدة الأمريكية تأتي من الطاقة الكهرمائية وهي قوة دفع المياه التي تدير التوربينات والتي بدورها تسيّر مولد الكهرباء كما يحدث في مصر في السد العالي وفي أمريكا تمثل كهرباء الطاقة المائية 12% من جملة الكهرباء المنتجة ويمكن مضاعفتها إلي 72 ألف ميجاوات حيث تتوفر مياه الأنهار والبحيرات

### طاقة الرياح
هناك أيضا طاقة قوة الرياح حيث تُستخدم مراوح كبيرة تدور بالهواء والرياح وبواسطة مولد كهربائي تقوم بإنتاج التيار الكهربائي كانت قوة الرياح تستغل في إدارة طواحين الهواء ومضخات رفع المياه كما إتبع في هولندا عندما نزح الهولنديون مساحات مائية من البحر لتوسيع الرقعة الزراعية عندهم سبب عدم انتشارها في العالم أصواتها المزعجة وقتلها للطيور التي ترتطم بشفراتها السريعة وعدم توفر الرياح في معظم المناطق بشكل مناسب.

### طاقة المد والجزر
تستغل طاقة المد والجزر التي تبلغ في بعض المناطق قدرا مناسبا في إنتاج الطاقة الكهربائية تستغل طاقة المد والجزر في فرنسا والولايات المتحدة الإمريكية

### طاقة كيميائية
في البطاريات تستغل الطاقة الكيميائية في توليد التيار الكهربائي وفي المراكم المستخدم في هاتف محمول وهي تنتج التيار الكهربائي من التفاعل الكيميائي
أيضا في خلايا الطاقة التي تستغل الهيدروجين والأكسجين لإنتاج الكهرباء من خلال تفاعل كهربائي كيميائي
ويرافق جميع العمليات الكيميائية تغير في المواد أي تختفي مواد وتنتج مواد أخرى وجميع العمليات الكيميائية مصحوبة بتغير في الطاقة نطلق اسم طاقة كيماوية على الحرارة المنطلقه إلى الوسط المحيط لتفاعل كيمائي أو الطاقة التي تمتصها العملية من الوسط المحيط

### طاقة إشعاعية
تنتقل الطاقة الشمسية إلى الأرض كطاقة إشعاعية في صورة الضوء، وهو موجات كهرومغناطيسية. كذلك تصدر النجوم طاقتها بصفة أساسية في صورة إشعاع.

## طاقة المجموع
إن طاقة المجموع فعالة نظرياً بالنسبة للكمية القصوى للطاقة التي يمكن أن تؤخذ من الجسم، كما أنها تمثل أيضاً شبكة كمية الطاقة للجسم.
- في الفيزياء الكلاسيكية، طاقة المجموع (بالإنجليزية: Total energy)‏ للجسم هي مجموع طاقتها الكامنة وطاقتها الحركية، حيث كل أشكال الطاقة يمكن أن تُساق من هذه النوعين.
- في الفيزياء الحديثة، طاقة المجموع لجسم ما هي مجموع الطاقة الساكنة، ومجموع الطاقة الحركية، وطاقتها الكامنة.